# GStar (satélite)
Os satélites Gstar formou o componente de banda Ku da frota de satélites da GTE. Os satélites foram construídos pela RCA Astro (posteriormente GE Astro) com base na plataforma AS-3000.

## Satélites
| Satélite | Fabricante           | Data do lançamento     | Veículo de lançamento | Estado  |
| -------- | -------------------- | ---------------------- | --------------------- | ------- |
| GStar 1  | RCA Astro (GE Astro) | 8 de maio de 1985      | Ariane 3              | Inativo |
| GStar 2  | RCA Astro (GE Astro) | 28 de março de 1986    | Ariane 3              | Inativo |
| GStar 3  | RCA Astro (GE Astro) | 8 de setembro de 1988  | Ariane 3              | Inativo |
| GStar 4  | RCA Astro (GE Astro) | 20 de novembro de 1990 | Ariane 42P            | Inativo |